# Adam Szewczyk (poseł)
Adam Szewczyk (ur. 16 grudnia 1892 w Kampinosie, zm. 5 kwietnia 1983 w Warszawie) –  polski nauczyciel, polityk, poseł na Sejm Ustawodawczy w II RP z ramienia Związku Ludowo-Narodowego, a następnie Narodowego Zjednoczenia Ludowego.

## Życiorys
Pochodził z rodziny rolniczej. Ukończył sześć klas szkoły miejskiej oraz kursy nauczycielskie.  
Po zakończeniu nauki pracował w szkołach powiatu sochaczewskiego (Szwargocin, Kampinos, Wiejca). W Kampinosie był członkiem rady gminy, prezesem straży pożarnej, sekretarzem kółka rolniczego i członkiem stowarzyszenia budowlanego. Uzyskał mandat poselski na Sejm Ustawodawczy z listy nr 3 (Związek Ludowo-Narodowy) w okręgu nr 14 (Łowicz). W Sejmie zasiadał w komisji odbudowy kraju i w komisji robót publicznych. W trakcie kadencji zmienił przynależność klubową ze Związku Sejmowego Ludowo-Narodowego na Narodowe Zjednoczenie Ludowe. Po zakończeniu kadencji nie kontynuował działalności politycznej. Objął stanowisko kierownika szkoły powszechnej w Szewcach koło Kutna i został członkiem Związku Nauczycielstwa Polskiego. Podczas okupacji niemieckiej zajmował się tajnym nauczaniem. Po wojnie zamieszkał w Warszawie, gdzie do emerytury w 1957 roku pracował w szkole podstawowej na Okęciu. Po przejściu na emeryturę skoncentrował się na działalności w ZNP. 
Zmarł 5 kwietnia 1983 roku w Warszawie. Został pochowany na Cmentarzu Wawrzyszewskim. 

## Życie prywatne
Był synem Stanisława i Zofii z Sobczyńskich. W 1928 roku ożenił się w warszawskiej parafii Najświętszego Zbawiciela z nauczycielką Julianną Hurbicz-Hołyńską. 

## Ordery i odznaczenia
- Krzyż Kawalerski Orderu Odrodzenia Polski
- Medal 10-lecia Polski Ludowej